# James Garner

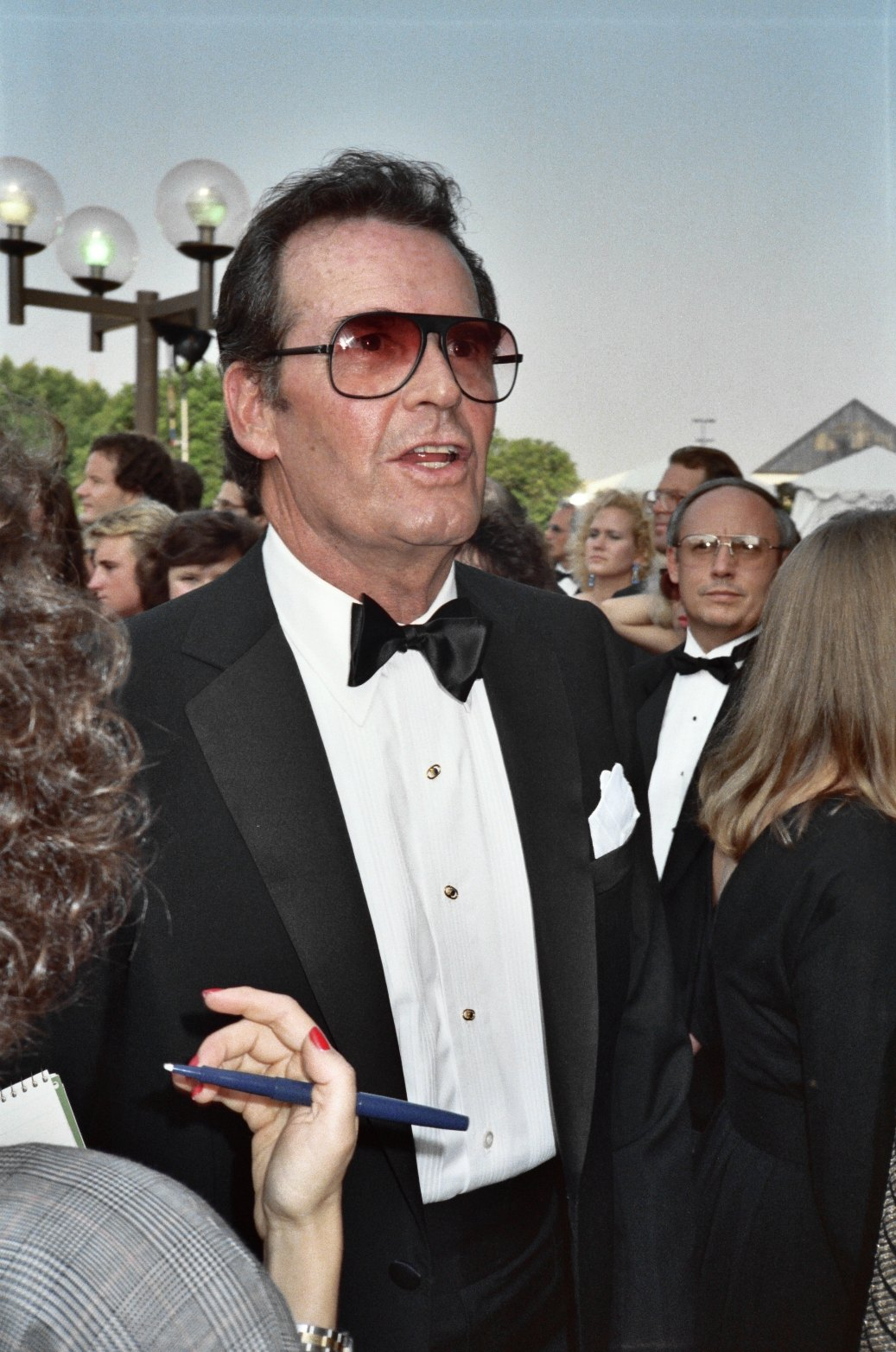
James Garner bei der Emmy-Verleihung 1987

James Garner (* 7. April 1928 als James Scott Bumgarner in Norman, Oklahoma; † 19. Juli 2014 in Los Angeles, Kalifornien) war ein US-amerikanischer Schauspieler. Der Hauptdarsteller so populärer TV-Serien wie Maverick und Detektiv Rockford – Anruf genügt spielte im Laufe seiner langen Karriere in über 50 Kinofilmen, darunter Gesprengte Ketten (1963), Victor/Victoria (1982), Space Cowboys (2000) und Wie ein einziger Tag (2004).

## Leben
James Garner war der jüngste der drei Söhne von Weldon Warren Bumgarner und dessen Frau. Mit vier Jahren wurde er durch den Tod seiner Mutter Halbwaise; danach lebte er mit seinen Brüdern zunächst bei der Großmutter. Nachdem der Vater seine zweite Frau Wilma geheiratet hatte, kehrten die Kinder zu ihm zurück. James hasste seine Stiefmutter. Im Alter von 14 Jahren kam es bei einem Streit mit ihr zu Handgreiflichkeiten, in deren Verlauf er sie schlug. Daraufhin beendeten Weldon und Wilma ihre Ehe und Garner zog mit seinem Vater und seinem älteren Bruder Jack Garner nach Los Angeles.
Er verließ mit 16 Jahren die High School, ging zur Handelsmarine und nahm am Koreakrieg teil. Für seine dort erlittenen Verwundungen wurde er zweimal mit dem Purple Heart ausgezeichnet. Nach seiner Rückkehr begann er ein Studium der Betriebswirtschaft, wechselte dann aber für eine Schauspielausbildung an die Berghof-Schule in New York. Er schlug sich mit Gelegenheitsarbeiten durch, bis er 1954 einen Auftritt in einer Broadway-Inszenierung erhielt. In dem Jahr trat er in Edward Dmytryks Verfilmung von Herman Wouks Bühnenstück Die Caine war ihr Schicksal auch erstmals als Komparse auf. Danach übernahm er kleinere Rollen in Film und Fernsehen. Mit der Western-Serie Maverick (1957–1960) wurde er einem größeren Publikum bekannt. Im Kino war er in Western, Krimis, Komödien und Kriegsfilmen zu sehen, oft in Hauptrollen und an der Seite von Weltstars. Seine größte Popularität erlangte er aber durch die Titelrolle der Fernsehserie Detektiv Rockford – Anruf genügt im Zeitraum 1974 bis 1980. In den 1990er Jahren entstanden Rockford-Episoden im Spielfilmformat, die den Stil der 1970er-Jahre-Folgen zitierten. 1981 bis 1982 spielte er noch einmal die Rolle des Bret Maverick in der gleichnamigen Westernserie. In dem Kinofilm Maverick – Den Colt am Gürtel, ein As im Ärmel aus dem Jahre 1994 übernahm Garner die Rolle des Marshalls, der sich im Verlauf des Films als Brets Vater herausstellt. Bret Maverick wurde von Mel Gibson dargestellt.
Er besaß eine eigene Produktionsfirma, die einige seiner Filmprojekte finanzierte, und war fasziniert vom Autorennsport. Dank eigener Rennerfahrung war er für die Darstellung eines Rennfahrers in Grand Prix (1966) bestens qualifiziert. Nach diesem Film war er zwei Jahre lang Mitbesitzer des Rennstalls „American International Racers“ (AIR) und wirkte an dem Dokumentarfilm The Racing Scene (1970) mit. Bei den Indianapolis 500 von 1975, 1977 und 1985 fuhr Garner das Pacecar.
1956 heiratete er Lois Clarke, die ihre Tochter Kimberley mit in die Ehe brachte. Das Ehepaar lebte zuletzt die meiste Zeit abseits von Hollywood auf Garners Ranch bei Santa Barbara. Seine leibliche Tochter Greta („Gigi“) war in den 1980er Jahren als Sängerin in Großbritannien erfolgreich.
Während der Dreharbeiten zu Rockford bekam er Knieprobleme, in dieser Zeit wurde er mehrfach operiert. Er musste sich im Laufe der Jahre mehreren Bypassoperationen am Herzen unterziehen. Anfang Mai 2008 erlitt er einen leichten Schlaganfall, danach trat er bei verschiedenen Filmprojekten nur noch als Sprecher in Erscheinung.
James Garner erlag am 19. Juli 2014 einem Herzinfarkt.
In Deutschland wurde er seit Detektiv Rockford – Anruf genügt meist von Schauspieler Claus Biederstaedt synchronisiert. Häufig lieh ihm aber auch Holger Hagen seine Stimme.

## Filmografie (Auswahl)

### Spielfilme
- 1956: Einst kommt die Stunde (Toward the Unknown)
- 1956: Playboy – Marsch, marsch! (The Girl He Left Behind)
- 1957: Sayonara
- 1958: Von Panzern überrollt (Darby's Rangers)
- 1959: Geheimkommando (Up Periscope)
- 1960: Cash McCall
- 1961: Infam (The Children’s Hour)
- 1962: Sexy! (Boys’ Night Out)
- 1963: Was diese Frau so alles treibt (The Thrill of it All)
- 1963: Gesprengte Ketten (The Great Escape)
- 1963: Eine zuviel im Bett (Move over, Darling)
- 1963: Getrennte Betten (The Wheeler Dealers)
- 1964: Nur für Offiziere (The Americanization of Emily)
- 1965: 36 Stunden (36 Hours)
- 1965: Duell in Diablo (Duel at Diablo)
- 1965: Bei Madame Coco (The Art of Love)
- 1966: Willkommen, Mister B. (A Man Could Get Killed)
- 1966: Gesicht ohne Namen (Mister Buddwing)
- 1966: Grand Prix (Grand Prix)
- 1967: Die fünf Geächteten (Hour of the Gun)
- 1968: Die Schurken vom Bolivar (The Pink Jungle)
- 1969: Auch ein Sheriff braucht mal Hilfe (Support Your Local Sheriff!)
- 1969: Der Dritte im Hinterhalt (Marlowe)
- 1970: Der Einsame aus dem Westen (Sledge)
- 1971: Latigo (Support Your Local Gunfighter)
- 1971: Zwei Galgenvögel (The Skin Game)
- 1972: Die Spur der schwarzen Bestie (They Only Kill Their Masters)
- 1973: Ein Kamel im wilden Westen (One Little Indian)
- 1974: Südsee-Cowboy (The Castaway Cowboy)
- 1980: Der Gesundheits-Kongress (Health)
- 1982: Victor/Victoria (Victor/Victoria)
- 1984: Der Tank (Tank)
- 1985: Die zweite Wahl – Eine Romanze (Murphy’s Romance)
- 1988: Sunset – Dämmerung in Hollywood (Sunset)
- 1992: Ein ehrenwerter Gentleman (The Distinguished Gentleman)
- 1993: Feuer am Himmel (Fire in the Sky)
- 1994: Maverick – Den Colt am Gürtel, ein As im Ärmel (Maverick)
- 1996: Ein Präsident für alle Fälle (My Fellow Americans)
- 1997: Dead Silence – Flammen in der Stille (Dead Silence)
- 1998: Im Zwielicht (Twilight)
- 1999: Zauber einer Winternacht (One Special Night)
- 2000: Space Cowboys (Space Cowboys)
- 2000: Gnadenloses Duell (The Last Debate)
- 2001: Atlantis – Das Geheimnis der verlorenen Stadt (Atlantis: The Lost Empire, Stimme)
- 2002: Die göttlichen Geheimnisse der Ya-Ya-Schwestern (Divine Secrets of the Ya-Ya Sisterhood)
- 2004: Wie ein einziger Tag (The Notebook)
- 2006: Das ultimative Geschenk (The Ultimate Gift)
- 2007: Battle for Terra (Stimme)
- 2010: Superman Shazam – The Return of Black Adam (Stimme)

### Fernsehserien
- 1957–1962: Maverick
- 1974–1980: Detektiv Rockford – Anruf genügt (The Rockford Files)
- 1981–1982: Bret Maverick
- 1985: Space (Miniserie)
- 1990: Decoration Day
- 1994: Chicago Hope – Endstation Hoffnung (Chicago Hope) (4 Folgen)
- 1994–1999: Detektiv Rockford – Die Filme
- 1995: Streets of Laredo
- 2003–2005: Meine wilden Töchter (8 Simple Rules for Dating My Teenage Daughter) (45 Folgen)

## Auszeichnungen
- 1977 und 1986: Emmy Award
- 1977: Bambi
- 2004: Screen Actors Guild Life Achievement Award
- Stern auf dem Hollywood Walk of Fame bei der Adresse 6925 Hollywood Blvd